# Urban landskabsingeniør
Uddannelsen til urban landskabsingeniør er en professionsbachelor med fokus på at designe, udvikle og forvalte byens grønne områder og parker. Indtil sommeren 2020 hed uddannelsen have- og parkingeniør. Uddannelsen udbydes i samarbejde mellem Erhvervsakademi Sjælland, Roskilde Tekniske Skole og Institut for Geovidenskab og Naturforvaltning ved Københavns Universitet. Uddannelsen startede i efteråret 2010, og de første studerende dimitterede i 2014.

## Opbygning
Uddannelsen til urban landskabsingeniør varer fire år inklusive knap et års virksomhedspraktik, samlet svarende til 240 ECTS-point. Uddannelsen foregår primært på Skovskolen i Nødebo, mens den praktiske erhvervsrettede del foregår på Roskilde Tekniske Skole.
Centralt for uddannelsen er den praksisnære tilgang i undervisningen. Det betyder, at meget undervisning foregår i det fri eller som konkrete øvelser og projekter med udgangspunkt i konkrete problemstillinger fra byens grønne områder. Det betyder også tæt kontakt til erhvervet. Dels i forbindelse med de mange ekskursioner, der er på uddannelsen, og dels i forbindelse med praktikken. Mange af underviserne har desuden flere års erfaring fra erhvervslivet. Uddannelsen er tilrettelagt i en blokstruktur, som består af 16 blokke, hver af 9 ugers varighed.
Uddannelsen består af tre faglige områder:
1. Ledelse og økonomi med fagene Ledelse, Driftsøkonomi, Jura, Anlægsstyring, Projektstyring og Strategisk ledelse og kommunikation.
2. Teknik og Design med fagene Professionsintroduktion, Design, planter og projektering, GIS, Design, terræn og projektering, Teknik og klimatilpasning (LAR). Specialisering er mulig inden for Grøn klimatilpasning og teknologi
3. Planter og deres vækstforhold med fagene Naturforståelse og plantekendskab, Planter og plantevækst i byen, Design, planter og projektering, Parkdrift, Landskabsarkitektur og planlægning samt valgfagene Grønne tage og Skadevoldere. Specialisering er mulig indenfor Urbane beplantninger

## Jobmuligheder
En urban landskabsingeniør vil typisk få arbejde i en ingeniørvirksomhed, kommune, et boligselskab eller en privat anlægs- eller entreprenørvirksomhed, hvor der er behov for mellemledere og medarbejdere med kompetencer inden for ledelse, økonomi og teknik samt specialistviden om jord, vand og planter. Typiske arbejdsopgaver kan være ansvaret for vej- og parkdriften i en kommune, anlægs- og driftsstyring af grønne projekter i byen, specialkonsulent i træpleje, bynatur, klimatilpasning og håndtering af regnvand. Det kan også være design og projektering af haver samt drift og forvaltning af bynære grønne områder og andre friarealer – eksempelvis kirkegårde og sportsanlæg.

## Optagelse
Optagelse kræver en adgangsgivende gymnasial uddannelse eller en faglært uddannelse inden for jordbruget. Uddannelsen giver direkte adgang til at læse videre på kandidatniveau inden for det grønne område – eksempelvis til landskabsarkitekt eller Forest and Nature Management.